# Trichosalpinx pusilla
Trichosalpinx pusilla là một loài thực vật có hoa trong họ Lan. Loài này được (Kunth) Luer miêu tả khoa học đầu tiên năm 1983.